# 落合康裕
落合 康裕（おちあい やすひろ、1973年4月 - ）は、日本の経営学者（経営戦略・事業承継・ファミリービジネス）。学位は博士（経営学）（神戸大学・2014年）。静岡県立大学経営情報学部准教授・大学院経営情報イノベーション研究科准教授。
大和證券株式会社、大和証券エスエムビーシー株式会社での勤務を経て、日本経済大学経営学部准教授などを歴任した。

## 来歴

### 生い立ち
1973年（昭和48年）4月、兵庫県神戸市にて生まれた。同名の学校法人により設置・運営される関西大学に進学し、商学部の商学科にて学んだ。1997年（平成9年）3月、関西大学を卒業した。

### 金融界にて
1997年（平成9年）、大和證券に入社した。本社の人事部に配属され、労務管理業務に従事した。その後、大和證券は持株会社として大和証券グループ本社に移行し、ホールセール業務は大和証券エスビーキャピタル・マーケッツに営業譲渡され、リテール証券業務は大和証券に営業譲渡された。さらに、大和証券エスビーキャピタル・マーケッツは大和証券エスエムビーシーに移行した。これらの組織再編に伴い大和証券エスエムビーシーに異動し、金融法人部に配属され、リレーションシップマネジメント業務に従事した。
その後、同名の国立大学法人により設置・運営される神戸大学の大学院に進学し、経営学研究科にて学んだ。2007年（平成19年）3月、神戸大学の大学院における修士課程を修了した。在学中に「ファミリービジネスの事業継承研究――長寿企業の事業継承と継承者の行動」と題した博士論文を執筆した。2014年（平成26年）3月、神戸大学の大学院における博士後期課程を修了した。それに伴い、博士（経営学）の学位を取得した。

### 経営学者として
2014年（平成26年）、都築育英学園が設置・運営する日本経済大学に採用され、経営学部の准教授に就任した。2018年（平成30年）、県と同名の公立大学法人により設置・運営される静岡県立大学に採用され、経営情報学部の准教授に就任した。同時に、静岡県立大学の大学院においても、経営情報イノベーション研究科の准教授を兼務することになった。

## 研究
専門は経営学、商学であり、特に経営戦略、事業承継、ファミリービジネスに関する分野について研究した。具体的には、日本のファミリービジネスに関する研究に従事した。また、企業の事業の承継や後継者の教育についての研究に従事した。さらに、企業の生成、存続、成長などに関連する研究にも従事した。これまでの業績に対して、ファミリービジネス学会賞、実践経営学会名東賞などが授与されている。

## 略歴
- 1973年 - 兵庫県神戸市にて誕生[2]。
- 1997年 - 関西大学商学部卒業[3]。
- 1997年 - 大和證券入社[4]。
- 2007年 - 神戸大学大学院経営学研究科修士課程修了[3]。
- 2014年 - 神戸大学大学院経営学研究科博士後期課程修了[3]。
- 2014年 - 日本経済大学経営学部准教授[4]。
- 2018年 - 静岡県立大学経営情報学部准教授[4]。
- 2018年 - 静岡県立大学大学院経営情報イノベーション研究科准教授[4]。

## 賞歴
- 2016年 - ファミリービジネス学会賞。
- 2016年 - 実践経営学会名東賞。

## 著作

### 単著
- 落合康裕著『事業承継のジレンマ』白桃書房、2016年。ISBN 978-4-561-26682-2
- 落合康裕著『事業承継の経営学――企業はいかに後継者を育成するか』白桃書房、2019年。ISBN 978-4-561-25734-9

### 共著
- 晶文社学校案内編集部編集『国内MBA受験のための研究計画書の書き方』晶文社、2016年。ISBN 978-4-7949-9532-2
- 嶋口充輝・内田和成・黒岩健一郎編著『1からの戦略論』2版、碩学舎、2016年。ISBN 978-4-502-16741-6

### 編纂
- ファミリービジネス白書企画編集委員会編、後藤俊夫監修『ファミリービジネス白書――100年経営をめざして』2015年版、同友館、2016年。ISBN 978-4-496-05180-7
- ファミリービジネス白書企画編集委員会編、落合康裕企画編集、荒尾正和・西村公志編著『ファミリービジネス白書――100年経営とガバナンス』2018年版、白桃書房、2018年。ISBN 978-4-561-26712-6